# ハンス・イェーゲル
ハンス・イェーゲル（Hans Jæger, 1854年9月2日 - 1910年2月8日）は、ノルウェーの著述家、無政府主義的活動家である。

## 生涯
ハンス・イェーゲルは、1854年、ノルウェーのドランメンで生まれ、ベルゲンで育った。敬虔なピューリタンの家庭であった。1867年から1874年までは、水夫として働いた。1875年、哲学を学び始めるとともに、議会の速記者として働いた。1878年、カントの『純粋理性批判』に関する論文を発表した。
1880年代初頭から、恋愛と性の解放を唱えるようになった。ノルウェーの首都、当時のクリスチャニア（現オスロ）で、彼の周りには、ボヘミアンの若い芸術家たちが集まり、クリスチャニア・ボヘミアンと呼ばれるグループが形成された。1884年にヴェンスタが政権を取った時、ボヘミアンたちは大きな期待を寄せたが、実際には自由化は進展せず、彼らは失望した。イェーゲルは、結婚制度を廃絶し自由恋愛を実現すること、経済的不正義を是正するために社会主義を実現することを訴えた。1885年、古いキリスト教的道徳やブルジョワ的市民社会を徹底的に批判する著書『クリスチャニア・ボヘミアンから』を出版し、当局の差押えを受けるとともに、有罪判決を受けた。
1886年から1890年まで、クリスチャニア・ボヘミアンのメンバーである画家クリスチャン・クローグが中心となって『印象派』紙が発刊され、イェーゲルもこれに寄稿した。
彼は、パリでデンマークの無政府主義者ジャン・ジャック・イプセン (Jean Jacques Ipsen) と交友するうち、無政府主義に傾倒していった。1901年11月に社会主義の月刊誌『20世紀』が発刊されると、これに寄稿した。1906年、コペンハーゲンで『無政府主義のバイブル』を刊行した。1907年、イプセンとともにKorsaren紙を立ち上げ、穏健な社会民主主義と戦い、純粋な社会主義を追求することを標榜した。
1910年、癌の手術に失敗し、オスロの病院で亡くなった。

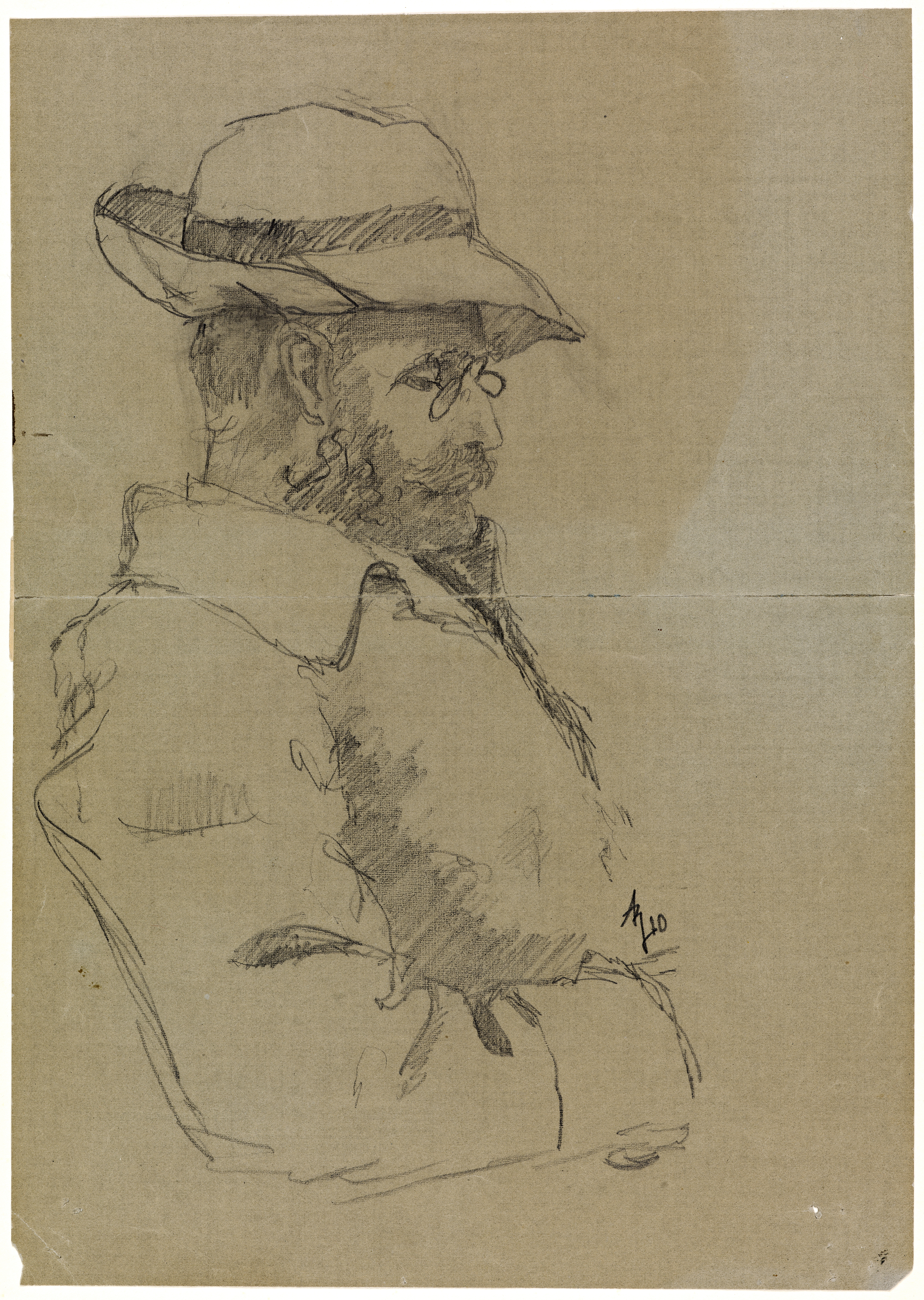
Andreas Blochによる肖像画
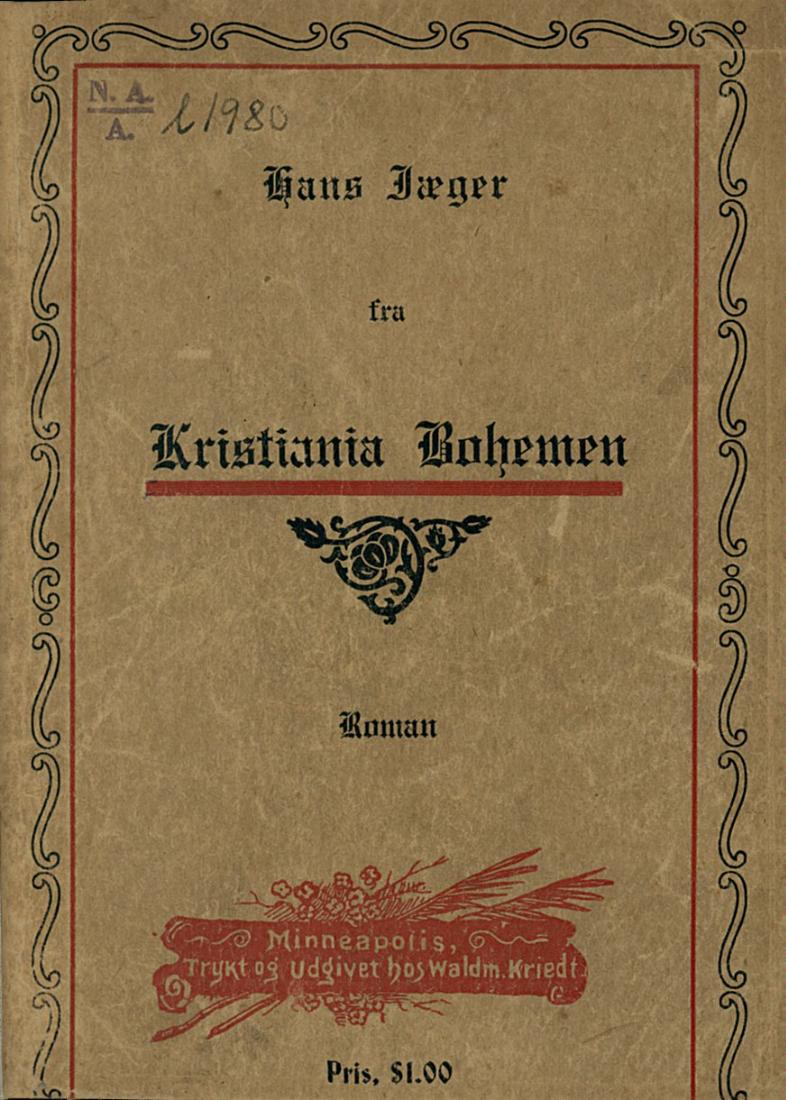
発禁処分を受けた『クリスチャニア・ボヘミアンから』（1894年）